# Béla Gaál
Béla Gaál, cu numele inițial Béla Goldstein, (n. 2 ianuarie 1893, Dombrád, Szabolcs-Szatmár-Bereg, Ungaria – d. 18 februarie 1945, Lagărul de concentrare Dachau, Bavaria, Germania Nazistă) a fost un actor și regizor de film maghiar.
Potrivit unor surse ar fi murit la 18 februarie 1945 în lagărul de concentrare Dachau, iar conform altor surse ar fi fost ucis la Budapesta la începutul anului 1945 de membrii Partidului Crucilor cu Săgeți. În conformitate cu Magyar Életrajzi Index a murit la Budapesta a murit în primele două luni ale anului 1945.

## Biografie
A urmat studii de drept la Universitatea din Budapesta. În 1913 a fost elev al școlii de teatru Vígszínhá, apoi a fost angajat ca actor la Satu Mare și a fost regizor la teatrul din Győr. În 1914 a publicat volumul de poezii Kaborlasok. În perioada Primului Război Mondial a fost soldat, iar apoi a revenit pe scenă. În 1919 Béla Gaál a fondat Teatrul Madach în clădirea Academiei Naționale de Muzică, lucrând acolo ca regizor și director. În 1927 a fost regizor principal al Teatrului Belváros din Budapesta.
În 1920 a regizat primul său film (Star filmgyár), începându-și cariera în epoca filmului mut. În anii 1920 a fondat împreună cu Géza von Bolváry prima școală de film din Ungaria, pe care a condus-o. După apariția sonorului a devenit unul dintre cei mai ocupați regizori de film din Ungaria. A realizat comedii romantice, în care a îmbinat divertismentul și cu necesitățile impuse de ideologia oficială. Comedia romantică Meseautó  (1934) este cea mai cunoscută dintre creațiile sale. A redactat și publicat lucrarea de referință Filmelmélet (Teoria filmului) și a devenit președinte al Asociației Naționale de Film.

## Filmografie
- A vörösbegy (1921)
- Diadalmas élet (1923)
- Csak nővel ne! (1924)
- Rongyosok (1925)
- A csodadoktor (1926)
- Csak egy kislány van a világon (1929)
- Meseautó (1934)
- Helyet az öregeknek (1934)
- Címzett ismeretlen (1935)
- Az új földesúr (1935)
- Évforduló (1936)
- Aranyember (1936)
- Hotel Kikelet (1937)
- János vitéz (1938)